# María Mercé, La Chinita
María Mercé, La Chinita es una telenovela venezolana producida por Cadena Venezolana de Televisión en 1968, considerada como un clásico de las telenovelas venezolanas y una de las más exitosas de su tiempo y de las más recordadas del país.
La historia toma como argumento central la radionovela de Inés Rodena, María Mercé, La Mulata. Fue protagonizada por Lila Morillo y Carlos Cámara, con las participaciones antagónicas de Helena Naranjo y Belén Díaz. Fue adaptada por Manuel G. Piñera, y dirigida por Marcos Reyes Andrade.

## Sinopsis
María Mercé(Lila Morillo) es una joven y hermosa lavandera que vive en el barrio humilde de Caracas, junto a su madre(Reneé de Pallás). Ella conoce a Alfonso(Carlos Cámara), un joven de España y se enamoran. Alfonso también es pobre, pues trabaja en la tienda de su tío Félix(Pedro Espinoza) como repartidor de mercancía. Alfonso es seducido por una bella mujer de alta sociedad(Helena Naranjo), acepta casarse con ella, olvidándose por completo de María Mercé. Una vez que María Mercé se entera de la peor manera del cruel engaño, ella esta destrozada, pero decide que tiene que salir adelante sola con sus dos gemelitos. Por un golpe de suerte del destino, María Mercé se convierte en una cantante famosa y rica, y desprecia a Alfonso cuando este regresa arrastrándose de amor por ella.

## Elenco
- Lila Morillo ... María Mercé[3]
- Carlos Cámara ... Alfonso
- Helena Naranjo
- Belén Díaz
- Reneé de Pallás
- Pedro Espinoza ... Don Félix
- Fernando Flores
- José Poveda
- Adelaida Torrente
- Dilia Waikkarán ... Corito

## Datos curiosos
- El tema principal "María Mercé" fue interpretado por José Luis Rodríguez "El Puma" y la misma Lila.
- Se convirtió en una de las telenovelas más exitosas de los años 60'.
- Esta telenovela catapultó al éxito a Lila Morillo.
- El título de la historia cambio al final en vez de "La Mulata" le pusieron "La Chinita" porque la protagonista era de Maracaibo y a la Virgen de ahí le dicen "La Chinita".

## Versiones
- María Mercé, La Mulata, telenovela producida por Telemundo de Puerto Rico en el año 1965, protagonizada por Luz Odilia Font y el argentino Juan Carlos Santacruz, con la participación antagónica de Milagros Carrillo;
- Chinita... mi amor, miniserie producida por Radio Caracas Televisión en el año 1973, protagonizada por Lila Morillo y Jorge Palacios, con la participación antagónica de Bárbara Teyde;
- Esta telenovela se rehízo en México con el título de Siempre habrá un mañana, con las actuaciones de Eduardo Alcaraz y Meche Carreño, con dirección de Arturo Salgado, bajo la producción de Valentín Pimstein para la cadena Televisa en 1974.